# Tacinga inamoena
Tacinga inamoena (K.Schum.) N.P.Taylor & Stuppy 2002, es una especie fanerógama perteneciente a la familia Cactaceae. 

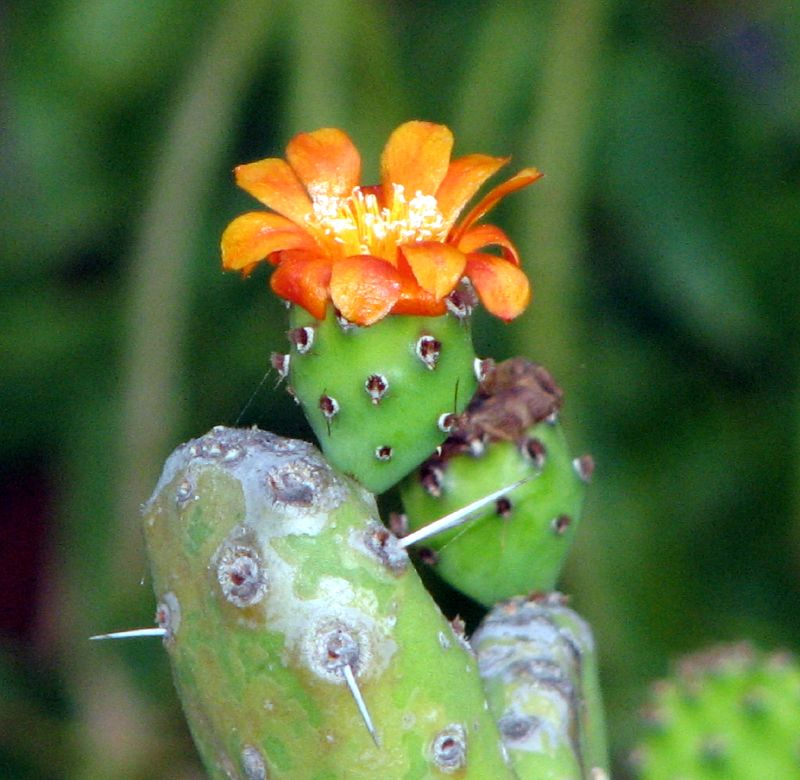
Vista de la planta

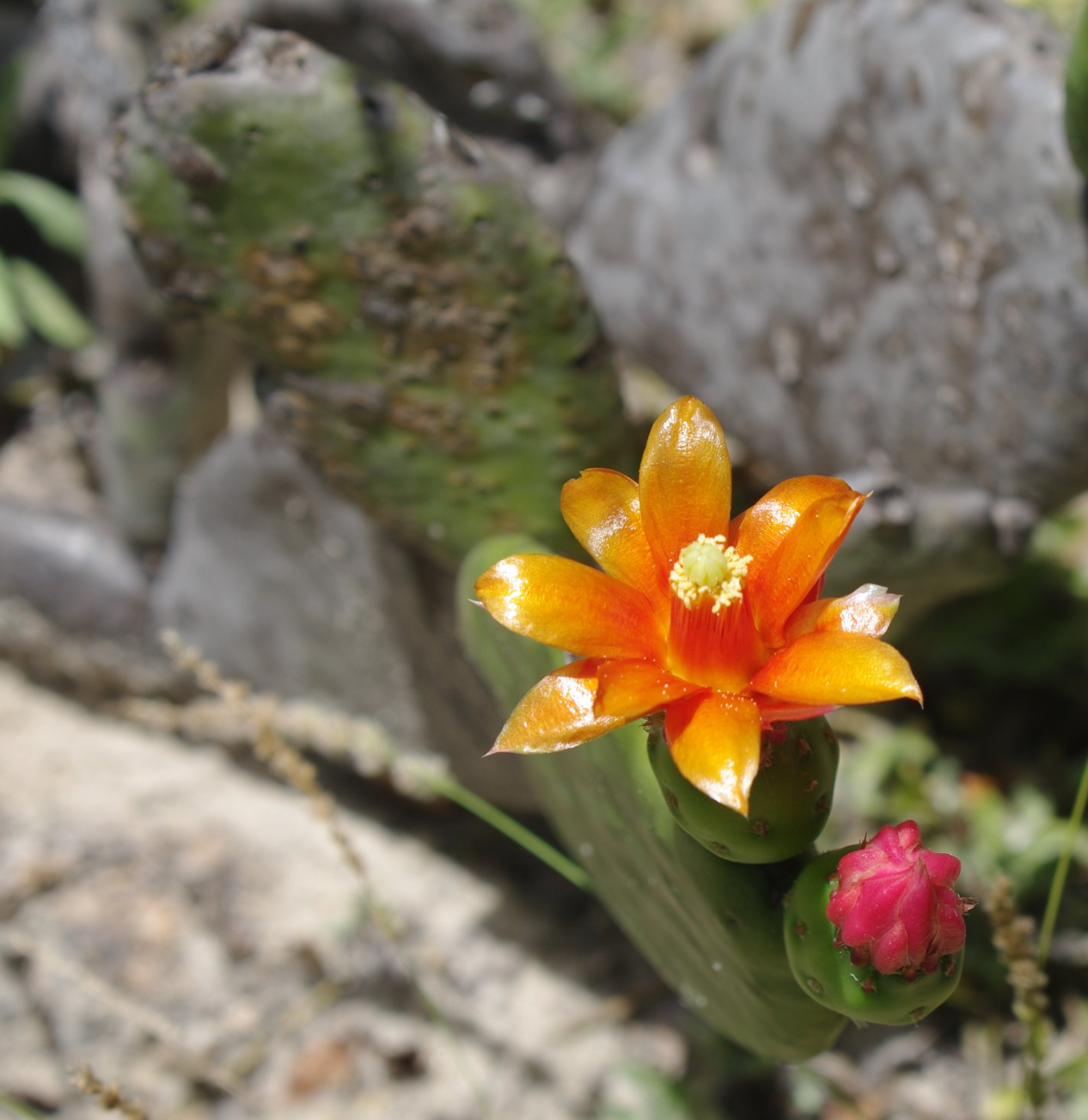
Detalle de la flor

## Distribución
Es endémica de Brasil. Su hábitat natural son los bosques secos tropicales o subtropicales y los tropicales o subtropicales matorrales secos y áreas rocosas. Está tratada en peligro de extinción por pérdida de hábitat. Esta endémica especie brasileña está generalizada en todo el este de Brasil: se produce desde el drenaje medio del Río Jequitinhonha (Minas Gerais) hacia el norte hasta más al norte de Maranhão y Tocantins, y hacia el oeste en afloramientos de piedra arenisca en el cerrado del oeste de Bahía. Es uno de los cactus más comunes en la región. Crece en altitudes entre 0 y 1550 m s. n. m.,  se encuentra generalmente en las rocas (incluyendo los inselbergs) o en terreno muy pedregoso en la abierta caatinga y el campo rupestre.

## Descripción
Tacinga inamoena crece arbustiva, rastrera, muy ramificada y alcanza un tamaño de hasta 50 centímetros de altura y 3,5 metros de diámetro. Los tallos se dividen en verde claro a gris-verde, circulares a obovados o segmentos alargados, que son en su mayoría aplanados significativamente. Los segmentos son de hasta 16 centímetros de largo, 9 cm de ancho y hasta 3,5 centímetros de espesor. Su superficie es a veces un poco encorvada. Las areolas, de color gris a amarillo son muy pequeñas, hundidos y ocupadas por gloquidios. Las espinas no están presentes. Las flores son de color rojo o naranja, muy abiertas y de hasta 5,5 centímetros de largo y alcanzan un diámetro de 4 centímetros. Su floración se extiende, el pericarpio esférico. Los frutos son esféricos de color marrón oscuro, amarillo o naranja y cuentan con pocos gloquidios. Miden 4 centímetros de largo y contienen muchas semillas .

## Taxonomía
Tacinga inamoena fue descrita por (K.Schum.) N.P.Taylor & Stuppy  y publicado en Succulent Plant Research 6: 119. 2002.
Etimología
Tacinga: nombre genérico que es un anagrama de la palabra "Catinga", el área de distribución del género en el brasileño Caatinga.
inamoena: epíteto
Sinonimia
- Platyopuntia inamoena  (K.Schum.) F.Ritter

- Opuntia inamoena  K.Schum. in Mart.[3]